# Елизавета Румынская
Елизавета Румынская (рум. Elisabeta a României; 12 октября 1894, замок Пелеш — 14 ноября 1956, Канны) — румынская принцесса, дочь короля Фердинанда I и Марии Эдинбургской, супруга короля Георга II Греческого.

## Биография
Елизавета появилась на свет 12 октября 1894 года в румынском замке Пелеш и была старшей дочерью и вторым ребёнком из шестерых детей кронпринца Румынии Фердинанда (позднее ставшего королём) и его жены, британской принцессы из Саксен-Кобург-Готской династии Марии Эдинбургской. По отцу девочка была внучкой князя Леопольда Гогенцоллерн-Зигмарингена и Антонии Португальской, по матери — Альфреда, герцога Эдинбургского и Саксен-Кобург-Готского, и великой княжны Марии Александровны; кроме того, по матери Елизавета была по мужской линии правнучкой британской правящей королевы Виктории, а по женской — российского императора Александра II. Девочка, в семье известная под прозвищами Лизабетта и Лиззи, была названа в честь тётки кронпринца Фердинанда — королевы Елизаветы.
27 февраля 1921 года в Бухаресте сочеталась браком с принцем Георгием. Пребывала на троне вместе с супругом в период с 1922 по 1923 год, после чего вместе с ним отправилась в изгнание. Брак оказался несчастливым, и пара развелась 6 июля 1935 года. После реставрации Георгия на троне Греции 3 ноября того же года, Елизавета вернулась в Румынию, где проживала до Второй мировой войны, приведшей к краху монархии на её родине.
Королева имела многочисленные романы, одним из которых была связь с Фрэнком Рэттиганом (отцом знаменитого драматурга Теренса Реттигена), которая привела к его изгнанию с дипломатической службы.

## Награды
- Георгиевская медаль 4-й степени (№ 247 831). Пожалована 3 октября 1916 года Николаем II за открытие в Бухарестском дворце госпиталя для раненых румын, русских и сербов и работу в нем под обстрелом цеппелинов и аэропланов[3].